# Циганчук Ксенія Анатоліївна
Циганчук Ксенія Анатоліївна (8 березня 1986 м. Рівне) — українська письменниця, лауреатка Міжнародного літературного конкурсу «Коронація слова» (2016). Лауреатка літературної премії ім. Михайла Дубова у номінації «Проза» (2017).

## Біографія
Ксенія Циганчук народилася 8 березня 1986 року в м. Рівне в родині викладачів. У 2003 році закінчила загальноосвітню школу № 24. У 2008 році закінчила Рівненський державний гуманітарний університет (факультет іноземної філології), спеціальність - вчитель іноземних мов та зарубіжної літератури.
З 2007 року працювала вчителем у школі, потім викладачем у вузі та на курсах іноземних мов. Захоплюється вивченням іноземних мов, фітнесом, подорожами. Проживає у Рівному.
Проводить презентації та зустрічі з читачами по всій Україні.

## Творчість
Мова творів авторки — українська. Жанри творів: детективи, трилери, горори.
Писати почала з молодших шкільних років для свого задоволення. Публікувалася у періодичних виданнях: газета «Сім днів» (2003), «Вісті Рівненщини», альманах «Наше коло» (2004), журнал «Мистецькі грані» (2013), журнал «Золота Пектораль» (2016), всеукраїнська газета «Дебют» (2019). Має кілька публікацій у наукових журналах. У 2006 році вийшла збірка оповідань «Дощ крізь сльози» (переважно філософська тематика). Збірка була видана коштом гранту голови Рівненської обласної державної адміністрації. В 2016 опублікувала есе «Це дорослі винні у смерті дощових черв'ячків!» та детективне оповідання «Сьогодні мій похорон» на книжковому порталі «Буквоїд».
В 2016 році світ побачив роман «Коли приходить темрява», який отримав спеціальну премію від Андрія Кокотюхи «Золотий пістоль» за найкращий гостросюжетний детектив. В 2019 році вийшов роман «По той бік пам'яті» — це захоплива суміш містики, жахів та міфології з прадавніх казок. Книга спричинила резонанс у соцмережах і стала одним з перших бестселерів «Дому Химер». В 2019 році у видавництві «Фоліо» вийшла перша книга серії «Поліцейський детектив» — «Кривавими слідами». Серія заснована на реальних подіях. Під час написання романів серії авторка консультувалася зі слідчими та патрульними, а також виїжджала на виклики разом із патрульними поліцейськими. У серію входять наступні романи: "Кривавими слідами", "Убивця з підземелля", "Кубик Рубіка", "Право на вбивство", "Привиди серед нас". Сюжети романів не пов'язані між собою, проте розслідують справи одні і ті ж персонажі (слідчий Єгор Скляр, патрульна Власта Коваль, оперативники Льоша Войтюк та Женя Кир'ях). 
В 2019 році призначено Стипендію Президента України (для молодих письменників і митців).

## Книги
серія «Поліцейський детектив»
- 2019 — «Кривавими слідами» (видавництво Фоліо);
- 2020 — «Убивця з підземелля» (видавництво Фоліо);
- 2020 — «Кубік Рубіка» (видавництво Фоліо);
- 2021  — «Право на вбивство» (видавництво Фоліо);
- 2021  — «Привиди серед нас» (видавництво Фоліо);
- 2023 — «Неспростовні докази» (видавництво Фоліо)

Позасерійні книги
- 2006 — збірка оповідань «Дощ крізь сльози» (видавництво Азалія);
- 2016 — «Коли приходить темрява» (видавництво Книжковий клуб «Клуб сімейного дозвілля»);
- 2019 — «По той бік пам'яті» (видавництво Дім Химер, Вінниця)[6];
- 2023 — «Хто тебе вбив» (видавництво Фоліо).

## Нагороди
Ксенія Анатоліївна Циганчук має низку премій, визнань і нагород:
- 2016 — володарка спеціальної премії від Андрія Кокотюхи «Золотий Пістоль» за найкращий гостросюжетний детектив Міжнародного літературного конкурсу «Коронація слова»;
- 2017 — лауреатка премії імені Михайла Дубова[7];
- 2018 — роман «Коли приходить темрява» отримав відзнаку «Краща книга Рівненщини» в номінації «Краще видання для юнацтва та молоді».[8]
- 2022  — роман "Кубик Рубіка" отримав диплом в рамках конкурсу "Краща книга Рівненщини 2022"
- 2025  — роман «Убивця з підземелля» отримав відзнаку «Краща книга Рівненщини» в номінації «Краще прозове видання».[9]

## Інтерв'ю
- Ксенія Циганчук: «Вважаю генетичну пам'ять цілком реальною»;
- Ксенія Циганчук: «Сучасний український читач потребує письменників, які пишуть про сучасність»
- Пряма мова. Гостя студії — Ксенія Циганчук.
- Ксенія Циганчук: «Коли приходить темрява»(ефір на «Радіо Трек»)
- Золотий детектив року. Уривок на пробу.
- Ксенія Циганчук: "Нам потрібно припинити себе жаліти"
- Гостя у «Талановиті» — письменниця детективів Ксенія Циганчук.